# In the Zone
In The Zone è il quarto album in studio della cantante statunitense Britney Spears, pubblicato il 12 novembre 2003 dalla Jive Records.
L'album ha venduto 609 000 copie nella sua settimana di uscita nei soli Stati Uniti, debuttando alla prima posizione della classifica Billboard 200, e rompendo il record stabilito dalla stessa Spears (tre album tutti al primo posto), rendendola così la prima artista donna ad avere i suoi primi quattro album in prima posizione nella classifica.
Con quest'album, Spears iniziò a lavorare maggiormente sulla stesura dei testi, co-scrivendo otto delle dodici canzoni presenti. I singoli estratti da In the Zone ebbero maggior successo di quelli dell'album precedente nella classifica Billboard Hot 100: Toxic divenne il singolo dell'artista con la maggior posizione in classifica da quattro anni; Everytime entrò nelle prime venti posizioni, mentre Me Against the Music e Outrageous rispettivamente nelle prime quaranta e prime ottanta. In Australia, i primi tre singoli dell'album (Me Against the Music, Toxic e Everytime) arrivarono tutti in prima posizione. In the Zone divenne l'ottavo album del 2003 in termini di vendite, dopo soli due mesi dalla pubblicazione.

## Antefatti
Dopo il Dream Within a Dream Tour, in supporto dell'album Britney, Spears annunciò di volersi prendere una pausa dal mondo della musica per sei mesi. Invece, il 5 novembre 2002 rivelò di aver iniziato a lavorare sul suo album successivo assieme a produttori sconosciuti. Il 6 dicembre dello stesso anno, annunciò che stava lavorando col produttore statunitense Darkchild, con cui aveva già lavorato per la reinterpretazione di I Love Rock 'n' Roll. Intervistata sulla direzione musicale che avrebbe preso l'album, Spears rispose: "Dovrebbe nascere spontaneamente da quello che provi in quel momento. ... Io sono solo in studio a lavorare e a lasciarle scorrere. Quello che verrà fuori, verrà fuori". Nel gennaio del 2003, la cantante registrò tre canzoni col musicista statunitense Fred Durst e col team di produzione The Matrix per altre tre.
Nel luglio del 2003, il DJ statunitense Moby parlò della canzone registrata con Spears, Early Mornin', da lui definita "meditata e atmosferica. È molto semplice e, in mancanza di una definizione migliore, sexy". Gli altri produttori coinvolti nel progetto furono 7 Aurelius, Mark Taylor e RedZone. Anche Diddy annunciò di aver prodotto due canzoni per l'album.
La compositrice Cathy Dennis propose a Spears una canzone intitolata Sweet Dreams My LA Ex, che sottendeva una risposta al singolo Cry Me a River di Justin Timberlake, dopo l'invenzione dei media sul fatto che la canzone riguardasse la rottura tra Timberlake e Spears; comunque, Spears scartò la canzone, poi offerta a Rachel Stevens per il suo album di debutto.
Il titolo dell'album (che inizialmente doveva essere "Get in the Zone") deriva da una frase ricorrente presente nel singolo di lancio dell'album, Me Against the Music.

## Descrizione
In questo disco si nota una maggiore maturità musicale di Britney.
Innanzitutto per la varietà di generi contenuti, dal R&B, al Rap, Elettro, pop e reggaeton ed altri ancora.
Britney collabora alla produzione di testi e canzoni, essendo coautrice di nove tracce e lavorando con Madonna, Ying Yang Twins (nei duetti) e Avant, Bloodshy, Jimmy Harry, R. Kelly, Brian Kierulf, Steve Lunt, Penelope Magnet, Matrix, Moby, Josh Schwartz, Guy Sigsworth, Shepard Soloman, Mark Taylor, Trixster (come produttori).
Un album molto variegato dal punto di vista musicale ma uguale dal punto di vista del significato delle tracce.
Nell'album infatti si parla dell'amore in tutte le sue forme: passa infatti dall'amore per la danza all'amore passionale e all'amore romantico.
Tra le tracce più importanti ricordiamo Me Against the Music (con Madonna), la hit Toxic (prodotta da Bloodshy&Avant), la sensuale Breathe on Me, la controversa Touch of My Hand (inno alla masturbazione femminile) e la romantica Everytime prodotta da Guy Sigsworth.

## Accoglienza
Il responso della critica a In the Zone fu generalmente favorevole. In accordo con Metacritic, che da un voto in scala 100 in base alle recensioni della critica, l'album ricevette un punteggio di 66, con tredici recensioni.
Dall'album è stata estratta la hit Toxic, singolo che ha portato Spears a vincere il suo primo Grammy nella categoria "Best Dance Recording".
Le recensioni all'album furono miste:
- Stylus Magazine diede all'album una D e ha rimproverato le scelte di Spears: "In definitiva, In the Zone soffre pesantemente della transizione di Britney da audace adolescente a donna sessualmente potente. Britney doveva incaricarsi della direzione da intraprendere nella sua carriera invece di essere prostituita senza pietà dal suo management, avrebbe dovuto essere in grado di produrre qualcosa con qualche parvenza musicale."[46]
- Il The Guardian lodò le melodie dell'album e lo sforzo di Spears dando 4 stelle su 5 e scrivendo: "Al contrario dei precedenti album di Britney, In the Zone non ha alcun riempitivo e nessuna cover scadente, ma solo 57 varietà di blue-chip hit-factory pop. C'è hip-hop, deep house, R&B in stile Neptunes, l'onnipresente ritmo da Diwali e, la più importante, un sacco di Madonna".[47]
- La compagnia NPR inserì In the Zone tra i 50 più importanti album del decennio,[48] elogiandone la varietà di stili musicali e la qualità della produzione, citando Toxic e Everytime come esempi rilevanti. Elogi andarono anche alla versalità di Spears come artista: "Mentre un decennio di storia di ossessione da celebrità, il voyeurismo dei paparazzi e i tentativi (in conflitto tra loro) di sessualità femminile e maternità sono scritti sul corpo di Spears, un decennio di storia fatto di pop impeccabile è scritto nel suo lavoro".[49]

## Singoli estratti
- Come primo singolo è stato estratto Me Against the Music, tra ottobre e novembre 2003. Raggiunge la vetta in Australia, Danimarca, Europa, Ungheria, Irlanda, Messico, Spagna e Billboard Hot Dance Club Play. Vinse molti premi e riconoscimenti in particolare per la collaborazione con Madonna.
- Il secondo singolo, Toxic, viene estratto a gennaio 2004. Raggiunge la vetta in Australia, Canada, Europa, Irlanda, Norvegia, Nuova Zelanda, Regno Unito, Billboard Pop 100 e Billboard Hot Dance Club Play. Con questo singolo, Britney vinse il suo primo Grammy Awads.
- Il terzo singolo, Everytime, è stato estratto nel maggio 2004, mentre in Italia viene pubblicato il 12 dicembre. Raggiunge la vetta in Australia, Irlanda, Ungheria e Regno Unito. Fu molto apprezzata dalla critica e nel mondo.
- Il quarto singolo, Outrageous, viene pubblicato il 20 luglio 2004 negli Stati Uniti e ad agosto in Giappone.

## Tracce
1. Me Against the Music (feat. Madonna) – 3:43 (Britney Spears, Madonna, Christopher Stewart, Thabiso "Tab" Nikhereanye, Penelope Magnet, Terius Nash, Gary O'Brien)
2. (I Got That) Boom Boom (feat. Ying Yang Twins) – 4:51 (Roy "Royalty" Hamilton, Chyna Royal, Deongelo Holmes, Eric Jackson)
3. Showdown – 3:18 (Britney Spears, Cathy Dennis, Christian Karlsson, Pontus Winnberg, Henrik Jonback)
4. Breathe on Me – 3:43 (Stephen Lee, Steve Anderson, Lisa Greene)
5. Early Mornin – 3:45 (Britney Spears, Moby, Christopher Stewart, Penelope Magnet)
6. Toxic – 3:21 (Cathy Dennis, Christian Karlsson, Pontus Winnberg, Henrik Jonback)
7. Outrageous – 3:21 (R. Kelly)
8. Touch of My Hand – 4:19 (Britney Spears, Jimmy Harry, Balewa Muhammad, Shep Solomon)
9. The Hook Up – 3:54 (Britney Spears, Christopher Stewart, Thabiso "Tab" Nikhereanye, Penelope Magnet)
10. Shadow – 3:45 (Britney Spears, Lauren Christy, Scott Spock, Graham Edwards, Charlie Midnight)
11. Brave New Girl – 3:30 (Britney Spears, Brian Kierulf, Josh Schwartz, Kara DioGuardi)
12. Everytime – 3:53 (Britney Spears, Annette Artani)
13. Me Against the Music (Rishi Rich's Desi Kulcha Remix feat. Madonna) – 4:31 (Britney Spears, Madonna, Christopher Stewart, Thabiso "Tab" Nikhereanye, Penelope Magnet, Terius Nash, Gary O'Brien) – Bonus track mondiale
14. The Answer – 3:55 (Sean Combs, Ryan Leslie) – Bonus track internazionale
15. Don't Hang Up – 4:02 (Britney Spears, Joshua M Schwartz) – Bonus track UK, giapponese e australiana

Altre Tracce bonus
1. I've Just Begun (Having My Fun) – 3:24 (Britney Spears, Christian Karlsson, Pontus Winnberg, Jonback, Bell) – (In The Zone - DVD)
2. Girls and Boys – 3:41 (Linda Perry) – (In The Zone - DVD)
3. Toxic (Video) – 3:46 (Cathy Dennis, Christian Karlsson, Pontus Winnberg, Henrik Jonback) – (nella versione DualDisc)
4. Everytime (Video) – 4:16 (Britney Spears, Annette Artani) – (nella versione DualDisc)
5. Chris Cox Megamix (7 smash hit videos mixed together) – 3:53 – (nella versione DualDisc)

Edizione DualDisc
Nella primavera 2005, circa un anno e mezzo dopo la release dell'album, ne venne rilasciata nel mercato americano una versione DualDisc che includeva la tracklist americana da 13 tracce nel lato CD, e la stessa tracklist corredata da photogallery e accompagnata dai video musicali Toxic, Everytime e Chris Cox Megamix nel lato DVD.
L'edizione americana del DualDisc aveva il lato DVD impostato sul codice regionale 1, quindi non era visibile negli altri continenti; ma circa sei mesi dopo, in autunno, venne rilasciato anche nel mercato internazionale con la stessa tracklist dell'edizione americana, ma la confezione leggermente modificata, e il codice regionale reso ovviamente compatibile per ciascun continente.

## Formazione
- Vocals: Britney Spears
- Orchestra: Algozee, Tumbi
- Keyboards: Steve Anderson, DaCorna Boyz, Kendall D. Nesbitt
- Multi-instruments: Avant Arranger, Bloodshy, Moby
- Background vocals: Britney Spears, B.U.D., Blackcell, Courtney Copeland, Kara Dioguardi, Roxanne Estrada, Emma Holmgren, Jennifer Karr, R. Kelly, Kyron Leslie, Penelope Magnet, Matrix, Emma Roads, Chyna Royal, Wizardz of Oz, Ying Yang Twins
- Banjo, chitarra: Roy Gartrell
- Background vocals, Multi-instruments: Roy "Royalty" Hamilton, Chris "Tricky" Stewart
- Guitar, Keyboards: Jimmy Harry, Brian Kierulf
- Guitar: Henrik Jonback, Donnie Lyle, Josh Schwartz
- Bass: Thomas Lindberg

### Personale di produzione
- Producers: Britney Spears, Avant, Bloodshy, Jimmy Harry, R. Kelly, Brian Kierulf, Steve Lunt, Penelope Magnet, Matrix, Moby, Josh Schwartz, Guy Sigsworth, Shepard Soloman, Mark Taylor, Trixster, Diddy
- Production Coordination: Vanessa Letocq
- Engineers: Avant, Bloodshy, Chris Fudurich, Andy Gallas, Abel Garibaldi, Brad Gilderman, Brian Kierulf, Sean Magee, Matrix, Sean McGhee, Ian Mereness, Moby, Pablo Munguia, Josh Schwartz, Mark "Spike" Stent, Rich Tapper, Mark Taylor, Brian "B Luv" Thomas
- Assistant Engineers: J.D. Andrew, Steve Bearsley, Tom Bender, Blackcell, Josh Copp, Cathy Dennis, Matt Furnidge, Rob Haggert, Vance Hornbuckle, Charles McCrorey, Jason Mlodzinski, Andrew Nast, Jonas Ostman, Jason Rankins, Tim Roberts, Rich Tapper, David Treahearn, Seth Waldmann, Nathan Wheeler, Jong Uk Yoon, Antony Zeller
- Digital Editing: Avant, Bloodshy, John Hanes, Brian "B Luv" Thomas, Paul PDub Walton, Dan Yashiz
- Mixdown Producer: Șerban Ghenea
- Mixing: Niklas Flyckt, Mick Guzauski, R. Kelly, Matrix, Sean McGhee, Mark "Spike" Stent, Mark Taylor
- Remixing: Rishi Rich
- Editing: Sean McGhee

- Programming: Steve Anderson, Avant, Bloodshy, Abel Garibaldi, Jimmy Harry, Brian Kierulf, Ian Mereness, Moby, Chris "Tricky" Stewart
- Mastering: Tom Coyne
- Arrangers: Avant, Bloodshy, Roy "Royalty" Hamilton, Jimmy Harry, Steve Lunt, Penelope Magnet, Chris "Tricky" Stewart
- String Arrangements: Ed Alton, Janson & Janson
- Instrumentation: Guy Sigsworth
- Conductor: Janson & Janson
- Pro-Tools: Dug Hanes, John Hanes
- Vocal Producers: Penelope Magnet, Trixster
- Vocal Engineers: Brian Kierulf, Mark "Spike" Stent, Brian "B Luv" Thomas, Mike Tucker
- Vocal Editing: Brian Kierulf, Mike Tucker
- Vocal Arrangement: Penelope Magnet, Trixster
- Design: Jackie Murphy
- Photography: Patrick Demarchelier, Ranjit
- Stylists: Ray Brown, Lori Goldstein, Mary Alice Stephenson
- Hair Stylists: Laurentius, Stephanie Louise, Oribe
- Make-Up: Fran Cooper, Isabel, Armannii, Stephanie Louise

Fonte:

## Successo commerciale
Tra tutti gli album di Britney Spears, In the Zone è quello che, a discapito del successo riscosso dei vari singoli estratti, ha avuto minor impatto nella classifica italiana: è rimasto nella top 20 per una sola settimana, alla posizione numero 16, che è la più bassa raggiunta da un album di Spears al suo debutto in Italia. L'album è stato più fortunato a livello di vendite a lungo termine: è certificato disco d'oro nel Bel Paese, superando così in quanto a copie Femme Fatale e Britney Jean.

## Classifiche
| Classifica (2003) | Posizione massima |
| ----------------- | ----------------- |
| Australia         | 10                |
| Austria           | 10                |
| Belgio (Fiandre)  | 7                 |
| Belgio (Vallonia) | 5                 |
| Canada            | 2                 |
| Europa            | 1                 |
| Finlandia         | 15                |
| Francia           | 1                 |
| Germania          | 1                 |
| Giappone          | 3                 |
| Norvegia          | 11                |
| Nuova Zelanda     | 25                |
| Paesi Bassi       | 9                 |
| Regno Unito       | 13                |
| Singapore         | 2                 |
| Stati Uniti       | 1                 |
| Svezia            | 8                 |
| Svizzera          | 6                 |
| Ungheria          | 7                 |